# Le mille bolle blu/Io amo, tu ami/Che freddo/Come sinfonia
Le mille bolle blu / Io amo, tu ami / Che freddo / Come sinfonia, pubblicato nel 1963, è un Extended play della cantante italiana Mina.
I 4 brani avevano partecipato tutti al Festival di Sanremo 1961, ed a parte Che freddo sono stati ammessi alla serata finale.

## Tracce
1. Le mille bolle blu - 3:52 -  (Carlo Alberto Rossi-Vito Pallavicini) Ed. C.A. Rossi 1961
2. Io amo tu ami - 3:23 -  (Enzo Bonagura-Gino Redi) Ed. Radio Filmusica 1961
3. Che freddo - 2:49 -  (Edoardo Vianello-Carlo Rossi) 1961
4. Come sinfonia - 2:37 -  (Pino Donaggio) Ed. Accordo 1961